# Hamburger Symposion über Blutgerinnung

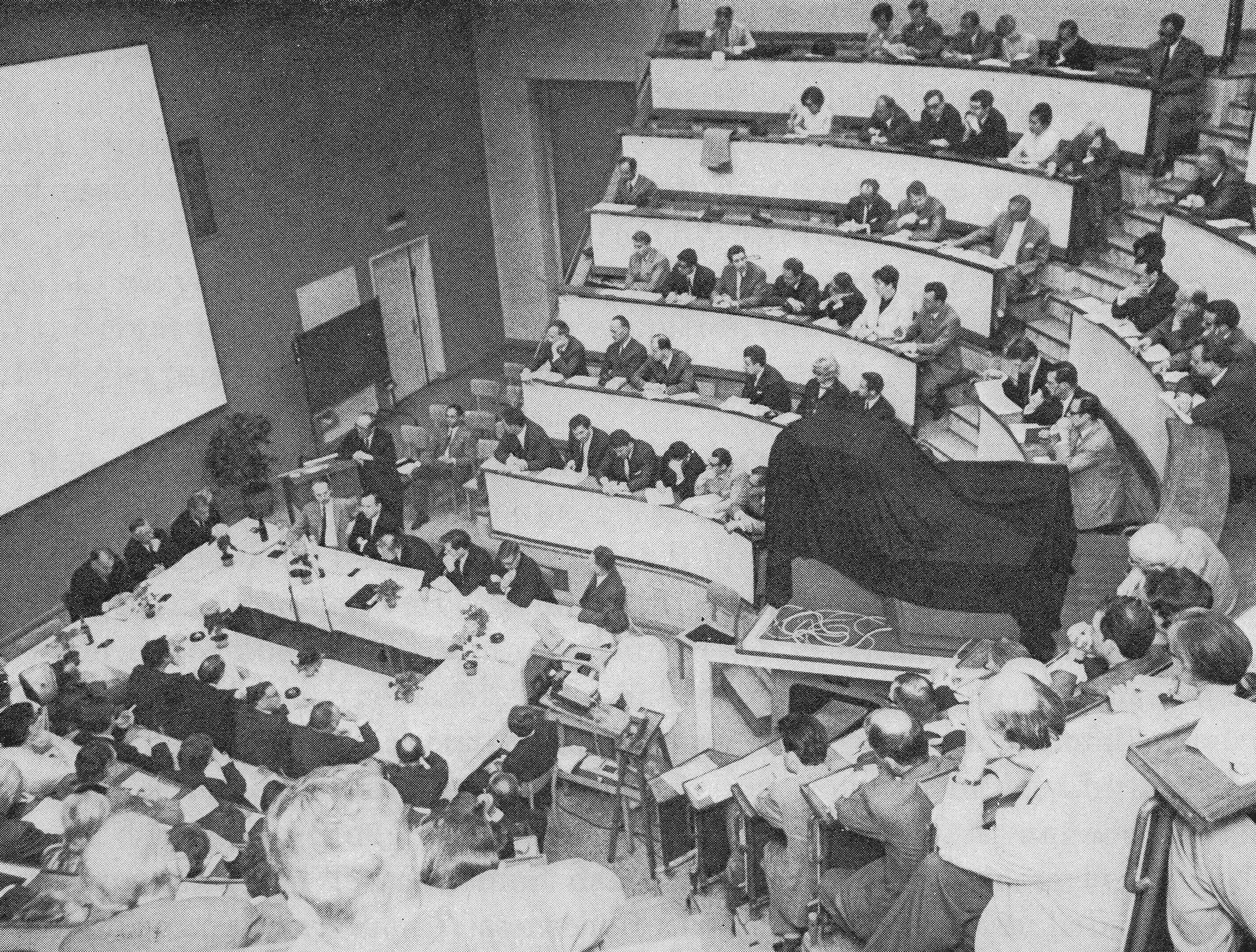
Hamburger Symposion über Blutgerinnung 1969 im Hörsaal der Chirurgischen Klinik des Universitätsklinikums Hamburg-Eppendorf

Das Hamburger Symposion über Blutgerinnung war eine von 1954 bis 2006 regelmäßig in der Hansestadt Hamburg von Ärzten, Forschern und Hochschullehrern abgehaltene, wissenschaftliche Tagung zu allen Gesichtspunkten der Hämostaseologie. Die Veranstaltung fand stets am Freitag und Samstag nach Fronleichnam im Hörsaal der Chirurgischen Klinik des Universitätsklinikums Hamburg-Eppendorf statt. Zu jeder Tagung wurde jeweils ein Symposionsband mit den gesammelten Vorträgen und Diskussionen herausgegeben. Die Bände erschienen zunächst im Georg Thieme Verlag, später im Schattauer Verlag. Über einen Zeitraum von mehr als 50 Jahren war das Hamburger Symposion über Blutgerinnung die renommierteste wissenschaftliche Tagung in Europa zur Blutgerinnungsforschung, was sich insbesondere in einer hohen Anzahl ausländischer Teilnehmer widerspiegelte.

## Gründung
Das Hamburger Symposion über Blutgerinnung wurde von dem deutschen Arzt und Hämatologen Rudolf Jürgens (1898–1961) gegründet. Von Anfang an konnte er dabei die deutsche Hoffmann-La Roche A.G. in Grenzach-Wyhlen für eine langjährige Unterstützung gewinnen.

## Intention
Zur Notwendigkeit und Intention des Symposions schrieb Rudolf Jürgens 1954 im Vorwort des ersten Symposionsbandes:

„Die modernen Erkenntinsse der Forschung und Klinik zwingen zu einer Entscheidung. Um die durch die Ergebnisse moderner Forschung und durch die althergebrachten therapeutischen Vorstellungen entstandenen Spannungen etwas zu lösen und die Erfahrungen am Krankenbett auszutauschen, wurde im Anfang des Jahres im Universitäts-Krankenhaus Eppendorf ein Symposion einberufen […]. Das Symposion erfüllte durch Referate über die experimentellen Forschungeergebnisse und durch entsprechende klinische Korreferate über das am Krankenbett Erlebte seinen Zweck.“

Als Vorsitzender des IV. Symposions schrieb Ludwig Zukschwerdt 1961 zur „Berechtigung“ und Bedeutung der Hamburger Fachtagung:

„Erfahrungsgemäß können sowohl im Rahmen der großen Kongresse der Fachgesellschaften der klinischen Fächer als auch auf den kleinen Kongressen nur Schlaglichter auf die einschlägigen Probleme geworfen werden. Was aber der mit diesen Fragen speziell Beschäftigte haben möchte, ist die Aussprache mit Forschern, die über eine große Erfahrung verfügen. Diese muß aber den Rahmen eines Kongresses eines klinischen Fachgebietes sprengen.“

## Rudolf-Jürgens-Gedenk-Medaille

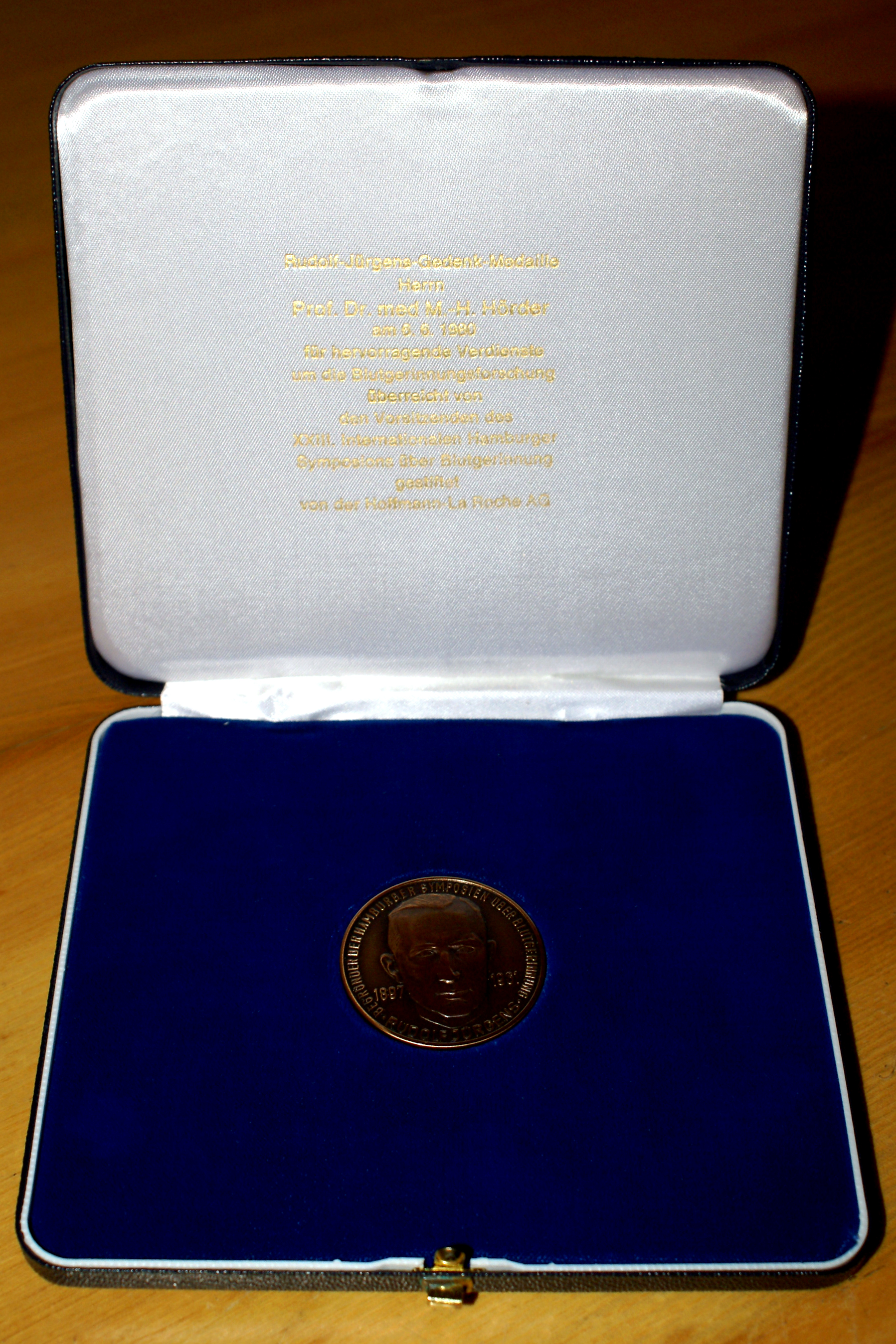
Medaille in der zugehörigen Schatulle mit Angabe von Preisträger und Stifter

Ab 1967 wurde von den Vorsitzenden des Hamburger Symposions über Blutgerinnung als Auszeichnung für hervorragende Verdienste um die Blutgerinnungsforschung in unregelmäßigen Abständen die Rudolf-Jürgens-Gedenk-Medaille vergeben. Gestiftet wurde der Preis von der Hoffmann La Roche AG. Preisträger waren unter anderen Jörg Jürgens (1969), Heinz Köstering, Max-Hermann Hörder (1980), Hanns-Gotthard Lasch,Marc Verstraete (19.6.1987), Michael Fischer und Rüdiger Eberhard Scharf (1997).

## Symposien
Symposien und Themata in chronologischer Reihenfolge:
- 1954: 01. Symposion: Thrombose und Embolie
- 1957: 02. Symposion: Thrombose und Embolie
- 1960: 03. Symposion: Antikoagulantien in der Humanmedizin
- 1961: 04. Symposion: Koagulopathien
- 1962: 05. Symposion: Experimentelle und therapeutische Fibrinolyse
- 1963: 06. Symposion: Langzeitbehandlung mit Antikoagulanzien
- 1964: 07. Symposion: Nebenwirkungen und Blutungen bei Antikoagulantien und Fibrinolytika
- 1965: 08. Symposion: Blutstillung
- 1966: 09. Symposion: Thrombozytäre Gerinnungsstörungen
- 1967: 10. Symposion: Vasogene Blutungsneigung
- 1968: 11. Symposion: Hämophilie
- 1969: 12. Symposion: Thrombose und Embolie
- 1970: 13. Symposion: Alter und Blutgerinnung
- 1971: 14. Symposion: Sexualhormone und Blutgerinnung
- 1972: 15. Symposion: Herzinfarkt und Blutgerinnung
- 1973: 16. Symposion: Strahlen, Blutgerinnung und Hämostase
- 1974: 17. Symposion: Blutungen des Gastrointestinaltraktes
- 1975: 18. Symposion: Thrombophilie
- 1976: 19. Symposion: Infektion und Blutgerinnung
- 1977: 20. Symposion: Klinische und ambulante Anwendung klassischer Antikoagulanzien
- 1978: 21. Symposion: Niere, Blutgerinnung und Hämostase
- 1979: 22. Symposion: Cerebrum, Blutgerinnung und Hämostase
- 1980: 23. Symposion: Kontrolle von Antithrombotika
- 1981: 24. Symposion: Lunge, Blutgerinnung und Hämostase
- 1982: 25. Symposion: Aktuelle Antikoagulantien in Klinik und Praxis
- 1983: 26. Symposion: Probleme der low- dose Heparin - Thromboseprophylaxe
- 1984: 27. Symposion: Leber, Blutgerinnung und Hämostase
- 1985: 28. Symposion: Gerinnungswirksame Therapie beim Myokardinfarkt
- 1986: 29. Symposion: Blutgerinnung und Pankreas
- 1987: 30. Symposion: Arterielle Verschlußkrankheit und Blutgerinnung
- 1988: 31. Symposion: Onkologie und Blutgerinnung
- 1989: 32. Symposion: Infektion, Entzündung und Blutgerinnung
- 1990: 33. Symposion: Immunologie und Blutgerinnung
- 1991: 34. Symposion: Blutgerinnung und Intensivmedizin (einschließlich Anästhesie)
- 1992: 35. Symposion: Endothel und Blutgerinnung
- 1993: 36. Symposion: Thrombophilie und Antikoagulation
- 1994: 37. Symposion: Gefäßsystem und Blutgerinnung
- 1995: 38. Symposion: Blutgerinnung und Immunmodulation bei operativen Eingriffen; Antithrombotika trotz Kontraindikation
- 1996: 39. Symposion: Blutgerinnung und Blutungskomplikationen. Wirkung von Hämostasefaktoren außerhalb des Gerinnungssystems
- 1997: 40. Symposion: Aktuelle Entwicklungen in der Behandlung mit Antikoagulanzien und Thrombozytenfunktionshemmer
- 1998: 41. Symposion: Onkologie und Hämostasesystem
- 1999: 42. Symposion: Standards der Diagnostik und Therapie in der Hämostaseologie
- 2000: 43. Symposion: Thrombozyten und Thrombozytenfunktionshemmer
- 2001: 44. Symposion: Erworbene Hämostasestörungen
- 2002: 45. Symposion: Perspektiven der antithrombotischen Therapie
- 2003: 46. Symposion: Theorie und Praxis von Hämostasestörungen
- 2004: 47. Symposion: Diagnostik und Therapie thromboembolischer Erkrankungen
- 2005: 48. Symposion: Arterielles Gefäßsystem und Hämostase
- 2006: 49. Symposion: Tumorkrankheiten und Hämostasesystem

## Vorsitzende
- 1954 und 1957: Beckermann, Hamburg; Jürgens, Basel; Schubert, Hamburg
- 1960 bis 1966: Zukschwerdt, Hamburg; Thies, Hamburg
- 1967: Zukschwerdt, Hamburg; Thies, Hamburg und Heilbronn; Landbeck, Hamburg
- 1968: Thies, Heilbronn; Landbeck
- 1969 bis 1981: Marx, München; Thies, Heilbronn
- 1982: Marx, München; Thies, Hamburg; Tilsner, Hamburg
- 1983 bis 1996: Tilsner, Hamburg; Matthias, Gießen
- 1997 bis 2006: Matthias, Gießen; Rasche, Bremen